# Bojan Prašnikar
Bojan Prašnikar (* 3. Februar 1953 in Šmartno ob Paki, SR Slowenien, SFR Jugoslawien) ist ein ehemaliger jugoslawischer Fußballspieler und derzeitiger slowenischer Fußballtrainer. Er war von 2007 bis 2009 Trainer des Bundesligisten Energie Cottbus. Die Profifußballerin Lara Prašnikar von Eintracht Frankfurt ist seine Tochter.

## Karriere als Spieler
Der Stürmer begann seine Karriere 1964 bei NK Šmartno, der damals, obwohl Šmartno ob Paki nur 900 Einwohner zählte, in der slowenischen ersten Liga, einer Regionalliga Jugoslawiens, spielte. In der Saison 1975/76 wurde er Torschützenkönig, worauf er zu NK Olimpija Ljubljana wechselte, wo er diese Auszeichnung drei weitere Male erringen konnte.
Nachdem er 1977 zu NK Šmartno zurückgekehrt war, fungierte er dort zwischen 1979 und 1983 als Spielertrainer und führte den Verein 1981 zur slowenischen Meisterschaft, dem Gewinn der dritten jugoslawischen Liga. Anschließend spielte er noch ein Jahr beim unterklassigen österreichischen Verein SVG Bleiburg, wo er auch die deutsche Sprache erlernte.

## Karriere als Trainer
Nach seinem endgültigen Karriereende als Spieler trainierte Prašnikar zwischen 1984 und 1989 NK Elkroj Mozirje und zwischen 1989 und 1991 ZNK Ingrad Kladivar Celje.
Kurz nach der Unabhängigkeit Sloweniens wurde Prašnikar der erste Nationaltrainer seines Landes. Da die slowenische Mannschaft aufgrund der noch ausstehenden Aufnahme in UEFA und FIFA nur Freundschaftsspiele bestreiten durfte, trat der Trainer im Dezember 1993 freiwillig zurück.
Es folgten Engagements bei Mura Murska Sobota (1991–1992) und Olimpija Ljubljana (1992–1994). Mit Olimpija gewann er in dieser Zeit zwei Meisterschaften (1993, 1994) und einen nationalen Pokalsieg (1993). Anschließend trainierte er Rudar Velenje (1994–1996) und ab 1996 NK Maribor. Zwischen Januar und Juli 1998 trainierte er zudem die slowenische Nationalmannschaft, trat jedoch aufgrund der Doppelbelastung zurück.
In seine erste Amtszeit in Maribor, in der er auch drei Meisterschaften (1997, 1998, 1999) und zwei nationale Pokale (1997, 1999) gewann, fällt auch der bislang größte internationale Erfolg Prašnikars. 1999 gelang der Einzug in die Gruppenphase der UEFA Champions League, eine Leistung, die bislang noch keinem anderen slowenischen Verein gelang (Stand: Oktober 2007).
Zwischen 2000 und 2001 trainierte der ehemalige Stürmer abermals Olimpija Ljubljana, in der Hinrunde der Saison 2001/02 ERA Šmartno. In der Rückrunde der gleichen Saison stand er nochmals bei NK Maribor unter Vertrag, mit denen er die Meisterschaft 2002 gewann, ehe er ein drittes Mal die slowenische Nationalmannschaft übernahm.
Da die Mannschaft sich jedoch 2004 nicht für die Europameisterschaft qualifizieren konnte, nachdem man 2000 und 2002 an EM und WM teilnahm, wurde ihm vom Verband gekündigt. In der Saison 2004/05 trainierte er zum zweiten Mal Mura Murska Sobota.
Ab Juli 2005 trainierte Prašnikar mit dem zyprischen Klub AEL Limassol erstmals einen ausländischen Verein. Diesen verließ er jedoch bereits im Dezember des gleichen Jahres wieder, um bei Primorje Ajdovščina zu arbeiten.
Vom 28. September 2007 bis 31. Mai 2009 war Prašnikar Trainer von Energie Cottbus. Seine Assistenten waren Guido Hoffmann und der Brasilianer Franklin Bittencourt. Dank des Klassenerhalts mit Energie Cottbus durfte er sich nach der Saison 2007/08 in das Goldene Buch der Stadt einschreiben. Ein Jahr später trennten sich Prašnikar und Cottbus nach dem schlechten Abschneiden der Mannschaft in der Saison 2008/09.
Anfang April 2010 wurde Prašnikar als neuer Trainer des slowenischen Erstligisten NK Rudar Velenje vorgestellt. Er erhielt dort einen Vertrag bis zum Ende der Saison.

## Gerichtsverfahren
Der slowenische Journalist Mitja Lomovšek enthüllte, dass Prašnikar in Slowenien Spieler gegen Geld eingesetzt haben soll. Prašnikar soll in seiner Zeit als Trainer von NK Maribor Bargeld dafür verlangt haben, potentielle Bankdrücker in der Stammelf einzusetzen. Ein Prozess gegen Lomovšek ging für Prašnikar verloren.
Prašnikar soll sich an einer Tankstelle in Tepanja (zwischen der Hauptstadt Ljubljana und Maribor) mit dem Spielerberater Miran Vuk getroffen haben. Dort wechselten angeblich insgesamt 10.000 Deutsche Mark den Besitzer. Prašnikar soll von Vuk die Summe dafür verlangt haben, um den Spielern Nastja Čeh und Marko Kmetec mehr Einsatzzeit zu geben und sie zu Stammspielern zu machen. Prašnikar verlor auch in 2. Instanz und musste die Kosten des Verfahrens tragen. Das Gericht folgte dabei in vollem Umfang den Zeugenaussagen des Spielerberaters Miran Vuk und der betroffenen Spieler, die die Geldübergabe bestätigen.

## Erfolge als Trainer
NK Šmartno
- Slowenischer Meister (dritte jugoslawische Liga): 1981 (als Spielertrainer)

Olimpija Ljubljana
- Slowenischer Meister: 1992/93, 1993/94
- Slowenischer Pokalsieger: 1992/93

NK Maribor
- Slowenischer Meister: 1996/97, 1997/98, 1998/99, 2001/02
- Slowenischer Pokalsieger: 1996/97, 1998/99
- Einzug in die Gruppenphase der UEFA Champions League: 1999/2000